# Брам ван Дріссхе
Брам ван Дріссхе (16 квітня 1985) — бельгійський футбольний арбітр. Ван Дріссхе працює арбітром з 2001 року. Дебютував у Лізе Жупіле з 2015 року. Арбітр ФІФА та УЄФА з 2019 року.

## Суддівська кар'єра
З липня 2017 року ван Дріссхе отримав напівпрофесійний контракт з Бельгійською футбольною асоціацією, а з січня 2019 року він почав судити міжнародні матчі. Виконавчий комітет Бельгійської футбольної асоціації підтвердив його призначення в список ФІФА на 2019 рік.
25 квітня 2021 року Брам ван Дріссхе судив фінал Кубка Бельгії між «Стандардом» і «Генком».
29 березня 2022 року відсудив свій перший міжнародний матч на рівні збірних, коли збірна Ірландії виграла в товариській грі у збірної Литви з рахунком 1–0. Єдиний м'яч на 7 доданої хвилини забив Трой Паррот, а бельгійський арбітр показав 2 жовті картки ірландцям в цьому матчі.